# Língua ibibio
Ibibio é a língua nativa do povo de mesmo nome que vive em Akwa Ibom, sul da Nigéria, sendo a língua oficial desse povo. O nome Ibibio também usado para o Ibibio-efique

## Fonologia

### Consoantes
|             |             | Labial | Coronal | Palatal | Velar | Labial-velar |
| ----------- | ----------- | ------ | ------- | ------- | ----- | ------------ |
| Nasal       | Nasal       | m      | n       | ɲ       | ŋ     |              |
| Plosiva     | Muda        | b      | t       |         | k     | k͡p           |
| Plosiva     | Sonora      | b      | d       |         |       |              |
| Fricativa   | Sonora      | f      | s       |         |       |              |
| Aproximante | Aproximante |        |         | j       |       | w            |

### Vogais

Monotongos Ibibio

|                 | Anteriorl       | Posterior   | Posterior |
| não arredondada | não arredondada | arredondada |           |
| --------------- | --------------- | ----------- | --------- |
| Fechada         | i               |             | u         |
| Medial]         | e               | ʌ           | o         |
| Aberta          | a               | a           | ɔ         |

## Escrita
A língua Ibibio usa o alfabeto latino com 24 letras. Não se usam as letras C, J, L, Q, V, X, Z, mais 4 letras diferentes e próprias são usadas.
Usam-se as formas Gh, Kp e Ny'.

## Amostra de texto
Ke abaña uduak ediyak utom umịññ kpọ ake ukara nnọọ mbonowo. Njobio owo nseabasi ette. Ke emʌm umiañ nditọ akwa ibom edueehe mbet ufọk utom emi. Ke ekpesʌk odo eenyịmme ebo ke ibaan esọñ itak afara unamñkpọ.